# Dmochy-Wochy
Dmochy-Wochy – wieś w Polsce położona w województwie podlaskim, w powiecie wysokomazowieckim, w gminie Czyżew-Osada.
| SIMC    | Nazwa           | Rodzaj    |
| ------- | --------------- | --------- |
| 0396191 | Dmochy-Przeczki | część wsi |
| 0396200 | Dmochy-Sadły    | część wsi |

W latach 1975–1998 miejscowość administracyjnie należała do województwa łomżyńskiego.
Wierni kościoła rzymskokatolickiego należą do parafii św. Apostołów Piotra i Pawła w Czyżewie.

## Historia
Pod koniec XIX w. Dmochy-Wochy były jedną ze wsi okolicy szlacheckiej Dmochy, należącej do powiatu ostrowskiego, gmina Dmochy-Glinki, parafia Czyżewo.
W roku 1827 okolicę Dmochy w parafii Andrzejów, tworzyły:
- Dmochy-glinki, 12 domów i 78. mieszkańców
- Dmochy-kąbórki, 2 domy i 8. mieszkańców
- Dmochy-kudły, 3 domy i 21. mieszkańców
- Dmochy-marki, 3 domy i 15. mieszkańców
- Dmochy-mrozy, 7 domów i 56. mieszkańców. Pod koniec XIX w. 9 domów i 53. mieszkańców
- Dmochy-przeczki, 6 domów i 39. mieszkańców
- Dmochy-radzanki, 7 domów i 56. mieszkańców
- Dmochy-sadły, 4 domy i 31. mieszkańców. Pod koniec XIX w. 2 domy i 29. mieszkańców
- Dmochy-wochy, 12 domów i 60. mieszkańców. Pod koniec XIX w. 13 domów i 98. mieszkańców
- Dmochy-wypychy, 14 domów i 83. mieszkańców

Dmochy-bombole liczyły 2 domy i 8. mieszkańców.
W 1921 r. naliczono tu 22 budynki z przeznaczeniem mieszkalnym oraz 125. mieszkańców (53. mężczyzn i 72. kobiety). Wszyscy podali narodowość polską.

## Współcześnie
W miejscowości jest 40 gospodarstw, z których 33 użytkują rolnicy posiadający powyżej 1 ha gruntów rolnych.

### Struktura użytków rolnych
Powierzchnia gruntów rolnych wynosi 404,58 ha. Średnio na jedno gospodarstwo przypada 12,26 ha, a na jednego mieszkańca 3,46 ha. Rozpiętość posiadanych użytków od 1,8 ha do 25,14 ha.

### Chów zwierząt
18 gospodarzy posiada bydło mleczne. Odbiór mleka od 15 rolników zapewnia mleczarnia, 3 dowozi udój do zlewni w Czyżewie.

### Działalność instytucji wspomagających rolnictwo
W Dmochach-Wochach znajduje się Ośrodek Rozwoju Rolnictwa. Prowadzone są tu badania nad nowymi technologiami upraw, jak również w dziedzinie zwalczania chorób zwierzęcych.
Dopłaty z Unii Europejskiej uzyskane m.in. przy pomocy Centrum Doradztwa Rolniczego spowodowały rozwój większości gospodarstw we wsi.